# Termine (scultura)

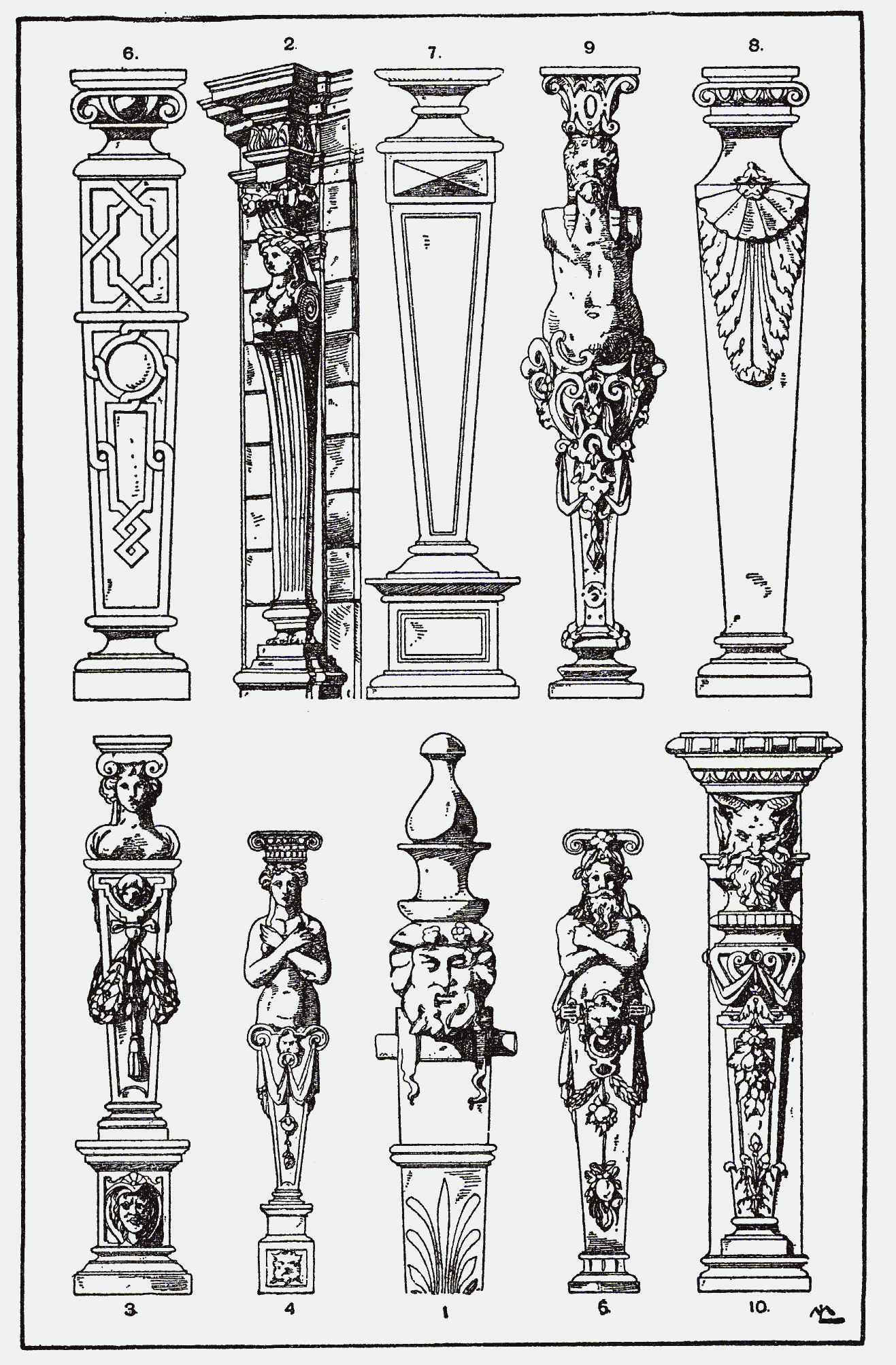
Figure terminali provenienti da un libro di modelli manieristi del XVI secolo.

Il termine è, in ambito scultoreo e architettonico,  una figura umana, una specie di statua con testa, e a volte anche busto, posta su un piedistallo svasato a piramide rovesciata, poggiante su una base cubica. L'origine di tali sculture risale al culto della divinità romana Terminus.
Il termine divenne in seguito un ornamento architetturale posto in sporti nell'architettura neoclassica. Vengono rappresentate spesso figure maschili, anche se non mancano i casi di figure muliebri.